# باول باريت
باول باريت (بالإنجليزية: Paul Barrett)‏ (13 أبريل 1978 بنيوكاسل أبون تاين في المملكة المتحدة - ) هو لاعب كرة قدم بريطاني في مركز الوسط. شارك مع منتخب إنجلترا تحت 18 سنة لكرة القدم. أما مع النوادي، فقد لعب مع نادي ريكسهام ونيوكاسل يونايتد ونادي بليث سبارتانز.

## وصلات خارجية
- باول باريت على موقع ميوزك برينز (الإنجليزية)

- باول باريت على موقع قاعدة بيانات كرة القدم.إي يو (الإنجليزية)